# فرودگاه بروک‌هیون
فرودگاه بروک‌هیون (به انگلیسی: Brookhaven Airport) یک فرودگاه همگانی بهره‌برداری هوایی با کد یاتا WSH است که یک باند فرود آسفالت دارد و طول باند آن ۱۲۸۰ متر است. این فرودگاه در کشور ایالات متحده آمریکا قرار دارد و در ارتفاع ۲۵ متری از سطح دریا واقع شده‌است.